# جون كالين
جون كالين (بالإنجليزية: John Callen)‏ مواليد 4 نوفمبر 1946 في إنجلترا، هو ممثل نيوزلندي.

## الأعمال

### أفلام
- الهوبيت: رحلة غير متوقعة
- الهوبيت: قفرة سموغ

## روابط خارجية
- جون كالين على موقع IMDb (الإنجليزية)
- جون كالين على موقع ديسكوغز (الإنجليزية)
- جون كالين على موقع قاعدة بيانات الفيلم (الإنجليزية)